# Joachim Franke
Joachim Franke (Weißwasser, 30 maart 1940 – Bernau bei Berlin, 19 maart 2024) was een Duits schaatscoach, en tevens ijshockey-international en -trainer, destijds uitkomend voor de DDR.

## Biografie
Van 1954 tot 1957 volgde Franke een opleiding tot elektricien.

### Als ijshockeyer
Franke speelde van 1954 tot 1968 als aanvaller bij de Oost-Duitse ijshockeyvereniging "Dynamo Weißwasser". Zijn beste resultaten als sportman behaalde hij in 1966 toen zijn team de bronzen medaille haalde tijdens de Europese Kampioenschappen in Joegoslavië. Hij speelde 127 interlands en nam aan zes wereldkampioenschapstoernooien deel. Met zijn eigen vereniging werd hij van 1959 tot 1965 zeven maal op rij nationaal Oost-Duits kampioen. Aansluitend op zijn eigen carrière als international werd Franke in 1969 trainer van het ijshockeyteam SG Dynamo Weißwasser. Ook in die functie behaalde hij alle mogelijke titels.

### Dopingonderzoek
Vanaf 1975 werkte Franke mee aan een geheime commissie van de SED, de onderzoeksgroep „Zusätzliche Leistungsreserven“. Deze hield zich onder andere bezig met onderzoek naar "ondersteunende middelen" zoals anabolica.

### Als schaatscoach
In 1973 volgde er een overstap en begon hij zijn loopbaan als schaatscoach. In het presentatiemagazine van het schaatsblad "Schaatssport" van 2007 zegt hij dat deze keuze niet uit eigen beweging was gemaakt maar een politieke beslissing tijdens de DDR-tijd. Zijn beschermelingen wonnen negen gouden Olympische medailles en negen zilveren en bronzen medailles. Drieëntwintig maal werd een van zijn schaatsers wereldkampioen, en er werden drieënveertig medailles van andere kleuren gewonnen. Daarom was het volgens Franke ook zo gegaan, want men ging er volgens Franke van uit dat er bij het langebaanschaatsen meerdere kansen waren op het halen van medailles dan bij een teamsport als ijshockey. 
Vanaf de successen rond 1980 werd Franke steeds vrijer gelaten in zijn trainingsstrategie. Daardoor werd het ook mogelijk om in 1988 de doorbraak met de sprintmannen Uwe-Jens Mey en André Hoffmann voor elkaar te krijgen. Claudia Pechstein was door de goede communicatie tussen trainer en pupil, en het feit dat het nooit moeilijk was voor Franke om haar te motiveren, één van de meest succesvolle Olympiërs. Naast Mey, Hoffman en Pechstein trainde Franke onder meer Olaf Zinke, Monique Garbrecht en Monique Angermüller.
In 1988 ontving Franke de Orde van Banier van Arbeid Niveau I in de DDR. In 2000 sloeg hij een aanbod van de Amerikaanse schaatsbond om daar te komen werken af. In 2001 en 2002 werd hij uitgeroepen tot de meest succesvolle schaatscoach. Voor zijn prestaties bij de promotie van jonge atleten werd hij in 2002 onderscheiden met het Federale Kruis van Verdienste. In hetzelfde jaar ontving hij het Gouden lint van de Sportpers en werd hij verkozen tot Berlijnse Coach van het Jaar.

## Overlijden
Hij overleed in 2024 op 83-jarlige leeftijd in een verpleeghuis in Bernau bei Berlin.

## Publicatie
- Wie was wie in de DDR?, Joachim Franke: 5e editie, Berlijn 2010. ISBN 9783861535614

- Gemeinsame Normdatei: 14104909X
- International Standard Name Identifier: 0000 0000 7805 2207
- Library of Congress Control Number: n2012007740
- Virtual International Authority File: 120300297
- WorldCat: E39PBJvhpgk3dJWrBVfypmTbVC